# مشروع الصين-كورنيل-أكسفورد
كان مشروع الصين-كورنيل-أكسفورد يمثل إحدى الدراسات الإشرافية الرقابية التي أُجريت طوال فترة الثمانينيات من القرن العشرين في الريف الصيني، بتمويل مشترك من جامعة كورنيل (Cornell University) وجامعة أوكسفورد (University of Oxford) وحكومة الصين. وفي عام 1991م، أطلقت جريدة ذا نيويورك تايمز على المشروع «الجائزة الكبرى في علم الأوبئة.»
قاد تي كولين كامبل (T. Colin Campbell) أستاذ الكيمياء الحيوية الغذائية في جامعة كورنيل، والذي لخص نتائجه في كتابه دراسة الصين (2004) أول دراستين رئيستين. من بين الباحثين الرئيسين الآخرين تشن جينشي (Chen Junshi)، نائب معهد التغذية والصحة الغذائية في الأكاديمية الصينية للطب الوقائي وريتشارد بيتو (Richard Peto) من جامعة أكسفورد ولي جونياو (Li Junyao) من معهد سرطان الصين.
قامت الدراسة بفحص خصائص النظام الغذائي وأسلوب الحياة والمرض على 6,500 شخص في 65 مقاطعة صينية ريفية ومقارنة معدل انتشار خصائص المرض مع استثناء أسباب الوفاة مثل الحوادث. أفادت النتائج أن بعض أمراض الموسرين ارتبطت باستهلاك البروتين الحيواني ومنتجات الألبان والتي كانت إما غير معروفة أو غير شائعة في الصين.

## كتابات أخرى
- “China-Cornell-Oxford Project”, Cornell University, accessed February 3, 2011.
- “China Study Data”, University of Oxford.
- “Switch to Western diet may bring Western-type diseases”, Cornell Chronicle, June 28, 2001.
- Summary and details of the study, University of Oxford.
- Byers، Tim. "Book Reviews: Diet, lifestyle, and mortality in China: a study of the characteristics of 65 Chinese counties". American Journal of Epidemiology. ج. 135 ع. 10: 1180–1. مؤرشف من الأصل في 2016-11-25.
- Campbell، TC؛ Parpia، B؛ Chen، J (1998). "Diet, lifestyle, and the etiology of coronary artery disease: The Cornell China study". The American journal of cardiology. ج. 82 ع. 10B: 18T–21T. PMID:9860369.
- Wang، Yiqun؛ Crawford، Michael A.؛ Chen، Junshi؛ Li، Junyao؛ Ghebremeskel، Kebreab؛ Campbell، T.Colin؛ Fan، Wenxun؛ Parker، Robert؛ Leyton، Julius (2003). "Fish consumption, blood docosahexaenoic acid and chronic diseases in Chinese rural populations". Comparative Biochemistry and Physiology - Part A: Molecular & Integrative Physiology. ج. 136 ع. 1: 127–40. DOI:10.1016/S1095-6433(03)00016-3. PMID:14527635.